# Mélusine à l'école des maléfices
Mélusine à l’école des maléfices (ou À l’école des maléfices) est le 11e album de la série de bande dessinée Mélusine, sorti en 2003. Les dessins sont de Clarke et le scénario de Gilson.

## Synopsis
L'album est composé de 36 gags d'une page chacun et de deux de quatre pages.
La dernière histoire donne son nom à l'album : Cancrelune ayant oublié que les examens de fin d'année commençaient le jour-même, Mélusine tente de lui sauver la mise en prenant son apparence et en passant les épreuves à sa place…

## Source
- « Mélusine », sur la Bédéthèque (consulté le 18 août 2008)